# Raz Degan
Raz Degan (hebräisch רז דגן; * 25. August 1968 in Kirjat Schmona) ist ein israelischer Filmschauspieler und Model.

## Leben
Raz Degan wurde im Kibbuz Sde Nehemia, wenige Kilometer von der Stadt Kirjat Schmona entfernt gelegen, geboren. Im Alter von 18 Jahren wurde er Soldat in der Israelischen Armee, der er drei Jahre lang angehörte. 1989 begann Degan, als Model zu arbeiten, und stand so in zahlreichen Staaten der Erde, darunter Thailand, Australien, Frankreich, die Vereinigten Staaten und Deutschland auf dem Laufsteg. Seit Mitte der 1990er Jahre lebt und arbeitet Degan in Italien.
Sein Filmdebüt feierte er 1994 in Robert Altmans Filmkomödie Prêt-à-Porter; allerdings war es nur ein selbst in den Credits unerwähnter Cameo-Auftritt. Erst 1996 gelang ihm im Fantasyfilm Prinzessin Alisea an der Seite von u. a. Anja Kruse, Nicole Grimaudo, Christopher Lee und Jürgen Prochnow sein Durchbruch als Schauspieler. Einem internationalen breiteren Publikum ist Degan jedoch spätestens seit 2004 ein Begriff, als er in Oliver Stones Monumentalfilm Alexander Dareios III. verkörperte.
2010 nahm Degan an der italienischen Ausgabe von Dancing Stars respektive Let's Dance teil.
Raz Degan ist ledig und hat bislang keine Kinder. Von 2002 bis 2009 war er mit der italienischen Schauspielerin Paola Barale liiert.

## Filmografie (Auswahl)
- 1996: Prinzessin Alisea (Sorellina e il principe del sogno)
- 2004: Alexander
- 2009: Barbarossa
- 2011: Special Forces
- 2012: Omamamia